# 東山田 (横浜市)
東山田（ひがしやまた）は、神奈川県横浜市都筑区の地名。現行行政地名は東山田一丁目から東山田四丁目。住居表示実施済区域。

## 地理
都筑区の北東部に位置し、東と南東に東山田町、南西に南山田、西に北山田、北に川崎市宮前区南野川と接している。

### 面積
面積は以下の通りである。
| 丁目         | 面積（km²） |
| ------------ | ----------- |
| 東山田一丁目 | 0.183       |
| 東山田二丁目 | 0.192       |
| 東山田三丁目 | 0.193       |
| 東山田四丁目 | 0.223       |
| 計           | 0.791       |

### 地価
住宅地の地価は、2025年（令和7年）1月1日の公示地価によれば、東山田1-32-30の地点で27万6000円/m²となっている。

## 歴史

### 沿革
- 1990年（平成2年）7月9日 - 住居表示の実施[7]に伴い、東山田町の一部から、東山田四丁目を新設[8]。横浜市港北区東山田四丁目となる。
- 1991年（平成3年）11月11日 - 住居表示の実施[9]に伴い、北山田町、東山田町、南山田町の各一部を分離し、東山田三丁目を新設[10]。
- 1994年（平成6年）11月6日 - 住居表示の実施[11]に伴い、北山田町、東山田町の各一部を分離し、東山田一丁目と二丁目を新設[12]。行政区再編成に伴い、都筑区を新設[13]。横浜市都筑区東山田一丁目～東山田四丁目となる。

### 町名の変遷
| 実施後       | 実施年月日                | 実施前（各町名ともその一部）           |
| ------------ | ------------------------- | -------------------------------------- |
| 東山田一丁目 | 1994年（平成6年）11月6日  | 北山田町、東山田町（各一部）           |
| 東山田二丁目 | 1994年（平成6年）11月6日  | 北山田町、東山田町（各一部）           |
| 東山田三丁目 | 1991年（平成3年）11月11日 | 北山田町、東山田町、南山田町（各一部） |
| 東山田四丁目 | 1990年（平成2年）7月9日   | 東山田町（一部）                       |

## 世帯数と人口
2025年（令和7年）6月30日現在（横浜市発表）の世帯数と人口は以下の通りである。
| 丁目         | 世帯数    | 人口    |
| ------------ | --------- | ------- |
| 東山田一丁目 | 748世帯   | 1,876人 |
| 東山田二丁目 | 714世帯   | 1,774人 |
| 東山田三丁目 | 1,093世帯 | 2,671人 |
| 東山田四丁目 | 1,125世帯 | 2,500人 |
| 計           | 3,680世帯 | 8,821人 |

### 人口の変遷
国勢調査による人口の推移。
| 年                 | 人口  |
| ------------------ | ----- |
| 1995年（平成7年）  | 3,909 |
| 2000年（平成12年） | 7,235 |
| 2005年（平成17年） | 8,316 |
| 2010年（平成22年） | 9,118 |
| 2015年（平成27年） | 9,259 |
| 2020年（令和2年）  | 9,045 |

### 世帯数の変遷
国勢調査による世帯数の推移。
| 年                 | 世帯数 |
| ------------------ | ------ |
| 1995年（平成7年）  | 1,327  |
| 2000年（平成12年） | 2,404  |
| 2005年（平成17年） | 2,824  |
| 2010年（平成22年） | 3,131  |
| 2015年（平成27年） | 3,194  |
| 2020年（令和2年）  | 3,289  |

## 学区
市立小・中学校に通う場合、学区は以下の通りとなる（2024年11月時点）。
| 丁目         | 番・番地等 | 小学校               | 中学校               |
| ------------ | ---------- | -------------------- | -------------------- |
| 東山田一丁目 | 全域       | 横浜市立東山田小学校 | 横浜市立東山田中学校 |
| 東山田二丁目 | 全域       | 横浜市立東山田小学校 | 横浜市立東山田中学校 |
| 東山田三丁目 | 全域       | 横浜市立山田小学校   | 横浜市立東山田中学校 |
| 東山田四丁目 | 全域       | 横浜市立東山田小学校 | 横浜市立東山田中学校 |

## 事業所
2021年（令和3年）現在の経済センサス調査による事業所数と従業員数は以下の通りである。
| 丁目         | 事業所数  | 従業員数 |
| ------------ | --------- | -------- |
| 東山田一丁目 | 33事業所  | 362人    |
| 東山田二丁目 | 25事業所  | 157人    |
| 東山田三丁目 | 41事業所  | 250人    |
| 東山田四丁目 | 123事業所 | 1,136人  |
| 計           | 222事業所 | 1,905人  |

### 事業者数の変遷
経済センサスによる事業所数の推移。
| 年                 | 事業者数 |
| ------------------ | -------- |
| 2016年（平成28年） | 188      |
| 2021年（令和3年）  | 222      |

### 従業員数の変遷
経済センサスによる従業員数の推移。
| 年                 | 従業員数 |
| ------------------ | -------- |
| 2016年（平成28年） | 1,822    |
| 2021年（令和3年）  | 1,905    |

## 交通
- 神奈川県道102号荏田綱島線

## 施設
- 横浜市立山田小学校
- 横浜市立東山田小学校
- 横浜市立東山田中学校

## その他

### 日本郵便
- 郵便番号 : 224-0023[3]（集配局：都筑郵便局[23]）

### 警察
町内の警察の管轄区域は以下の通りである。
| 丁目         | 番・番地等 | 警察署     | 交番・駐在所   |
| ------------ | ---------- | ---------- | -------------- |
| 東山田一丁目 | 全域       | 都筑警察署 | 北山田駅前交番 |
| 東山田二丁目 | 全域       | 都筑警察署 | 北山田駅前交番 |
| 東山田三丁目 | 全域       | 都筑警察署 | 北山田駅前交番 |
| 東山田四丁目 | 全域       | 都筑警察署 | 北山田駅前交番 |